# Chris Hernández
Christopher Michael Hernández (nacido el 17 de marzo de 1983 en Fresno, California) es un exjugador de baloncesto estadounidense.

## Trayectoria deportiva
Inició su trayectoria deportiva en el Clovis West High School de Fresno, California, ciudad natal del jugador, para militar posteriormente, desde la temporada 2001/06 en Stanford University (NCAA).
En la campaña 2006/07 el base estadounidense fichó por el CB Granada, que le dio la oportunidad de jugar en la liga ACB y, al año siguiente, pasó a las filas del CB Ciudad de Huelva (LEB Oro), aunque terminó la temporada de nuevo en ACB, de la mano del Baloncesto Fuenlabrada.

### Selección nacional
Fue internacional en 2003 con la selección de baloncesto de México con la que ha disputado el Centrobasket.